# NGC 404
NGC 404 è una galassia nana lenticolare nella costellazione di Andromeda.
La sua osservazione è fortemente complicata dalla presenza della brillante stella β Andromedae ad appena 7' di distanza, che la attenua notevolmente a causa del forte bagliore. Per tale vicinanza e aspetto diafano, le viene dato il soprannome di Fantasma di Mirach. Le dimensioni apparenti di questa galassia, seppur vicina, sono molto esigue e pari a circa 3,5'. Si tratta di una galassia di dimensioni medio-piccole, appena più grande della Piccola Nube di Magellano. Si trova appena fuori dal Gruppo Locale e non appare legata gravitazionalmente al nostro gruppo di galassie. Pur essendo immersa nel bagliore della stella Mirach, la si scorge agevolmente con un medio telescopio amatoriale sotto un cielo abbastanza scuro.  NGC 404 dista dalla Via Lattea circa 11 milioni di anni-luce.
NGC 404 mostra evidenze di un recente fenomeno di formazione stellare lungo un anello nella regione periferica, ritenuto conseguenza di un episodio di fusione, e rientra anche nella classe di galassie con nucleo attivo (AGN). 
Si è pensato a lungo che NGC 404 fosse una galassia nana isolata, sino alla scoperta annunciata nel 2018 della galassia nana sferoidale Donatiello I, stimata alla medesima distanza, distante in cielo circa 1° ed equivalente a circa 65.000 anni-luce reali. Si ritiene che le due galassie formino una coppia fisica.

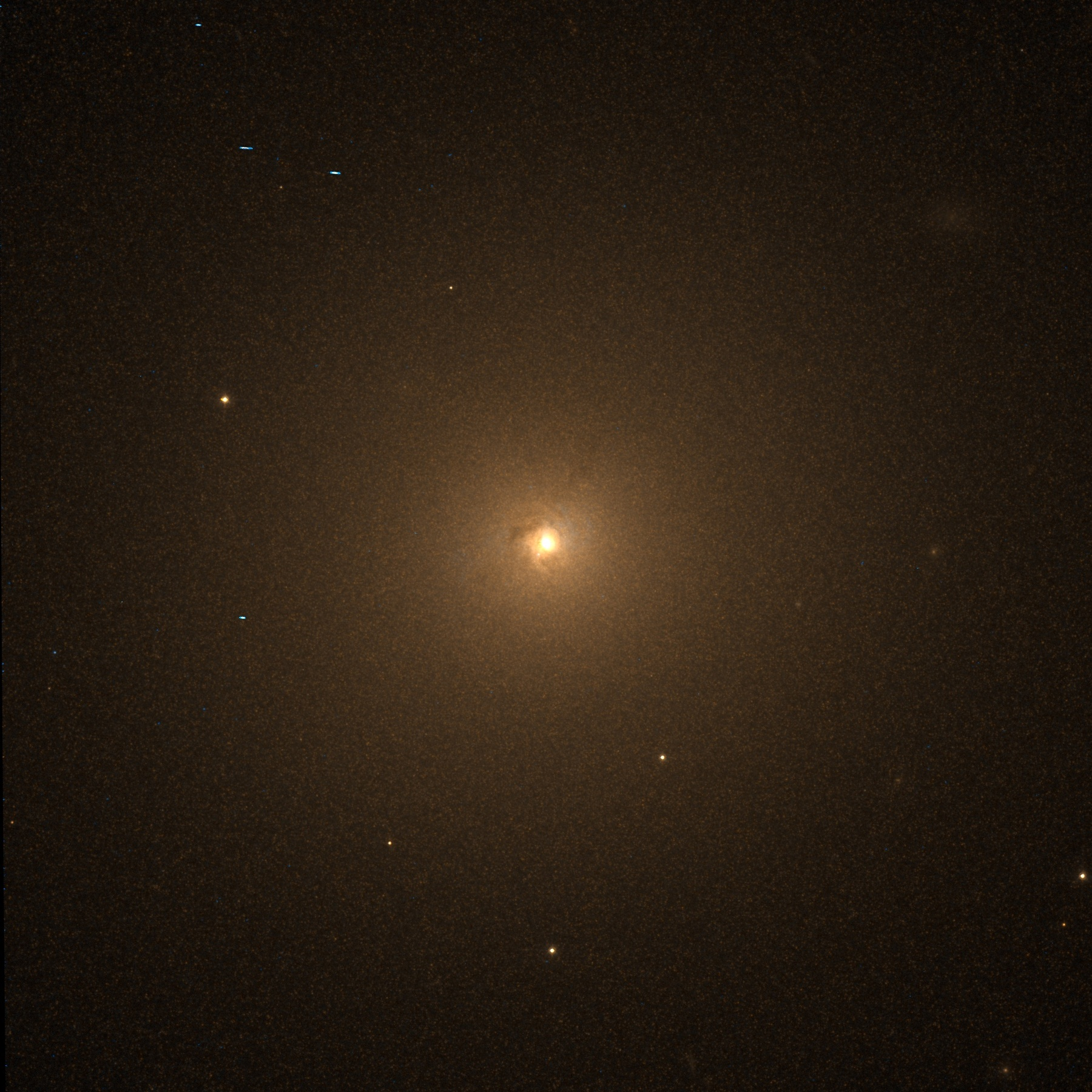
Immagine di NGC 404 raccolta dal Telescopio spaziale Hubble.